# Hans Falkenberg
Hans Falkenberg (* 7. Juli 1926 in Stettin; † 4. Juni 2008 in Schwabach) war ein deutscher Regionalgeschichtsforscher, Schriftsteller und Unternehmer.

## Kindheit und Jugend
Hans Falkenberg gehörte zur Flakhelfer-Generation und verbrachte die Zeit des Zweiten Weltkriegs in Stettin zwischen Schulbank und Dienst am Geschütz Nach dem Notabitur wurde er als 17-Jähriger in den letzten Kriegsmonaten an die Ostfront eingezogen. Durch die Kriegswirren kam er zu Kriegsende verwundet in amerikanische Kriegsgefangenschaft. Im Sommer 1945 wurde er aus dem Gefangenenlager in Remagen am Rhein entlassen und fand seine Eltern Maria und Walter Falkenberg in Schleswig-Holstein wieder.

## Familie
1954 heiratete er Renate Unteutsch, geborene Lübbers, Enkelin von Carl Langhein. 1957 wurde der gemeinsame Sohn Michael geboren. 1958 zog Hans Falkenberg mit der Familie nach Nürnberg. Die Ehe wurde 1968 geschieden. Im selben Jahr heiratete er Renate Desch. 1969 kam sein zweites Kind, Karin Falkenberg, auf die Welt.

## Leben und Beruf
Einer technischen Ausbildung als Werkzeugmacher in Itzehoe, direkt nach Kriegsende, folgten berufliche Wanderjahre. Hans Falkenberg war in Oberbayern mit einem fahrbaren Lebensmittelgeschäft tätig, in Baden-Württemberg für den Vertrieb von Plattenspielern, Plattenwechslern, Musikboxen und Automaten und in Hamburg mit einem Lautsprecher-Vertrieb tätig. 1963 gründete er in Nürnberg die Firma Industrievertretungen Hans Falkenberg GmbH & Co. KG sowie kurze Zeit später die Firma Hans Falkenberg Bauelemente. Ab 1982 studierte er parallel zu seinen unternehmerischen Tätigkeiten Deutsche und vergleichende Volkskunde und Wirtschaftsgeografie an der Ludwig-Maximilians-Universität München. 1989 verkaufte er beide Firmen und lebte bis 2002 vorwiegend am Banana-River in Merritt Island, Florida, USA, wo er schriftstellerisch tätig war.
Von 1969 bis zu seinem Tod im Jahr 2008 bewohnte er mit seinen Kindern und Enkelkindern das Haus Schlag 11 im oberösterreichischen Mühlviertel mit Haupthaus, Getreidespeicher – "Troadkasten" –, Geräteschuppen, Holz- und Backhaus. Das Haus entwickelte er "zu einem Heimatmuseum", in dem der Kulturwissenschaftler "Zeugnisse und Geräte der dörflichen Haus- und Feldarbeit" sammelte, dokumentierte und eine umfangreiche kulturwissenschaftliche Bibliothek aufbaute.

## Veröffentlichungen (Auswahl)
- Freilichtmuseen in den Vereinigten Staaten von Nordamerika. Großweil bei Murnau 1979.
- Saukopfstehlen. In: Oberösterreichische Heimatblätter. Jg. 34 (1980), Heft 1/2, S. 60–79 (ooegeschichte.at [PDF]).
- Die Erdställe. In: Oberösterreichische Heimatblätter. Jg. 36 (1982) Heft 3/4, S. 179–216 (ooegeschichte.at [PDF]).
- Dampfmaschine und Dampfpflug. In: Auto-Technik Museum Sinsheim. Museumskatalog, Sinsheim 1982, S. 15–21
- Böhmschuh und Batscher. Ländliches Schuhwerk als Hausarbeit. In: Oberösterreichische Heimatblätter. Jg. 37 (1983), Heft 3
- Der Wiesinger Erdstall in Tollet. Dokumentation einer zerstörten Anlage. In: Der Erdstall, Heft 9, Roding 1983, S. 20–23.
- Die bäuerliche Welt im Spielzeug von heute. Beobachtungen auf der Spielwarenmesse Nürnberg 1983. In: Franken unter einem Dach. Schriftenreihe des Vereins Fränkisches Freilandmuseum, Heft 6, Nürnberg 1983
- Old World Wisconsin. So machen es die anderen. Das Einwanderer-Freilichtmuseum des Staates Wisconsin, USA. In: Franken unter einem Dach. Schriftenreihe des Vereins Fränkisches Freilandmuseum, Heft 6, Nürnberg 1983
- Gruß von der Elektrizität. Ein Beitrag zur Kulturgeschichte der Elektrotechnik auf Ansichtskarten und Werbemarken. Nürnberg 1983, ISBN 3-927332-00-3
- Gruß von der Automobilfahrt. Ein Beitrag zur Kulturgeschichte des Kraftfahrzeugs auf Ansichtskarten und Werbemarken. Nürnberg 1984, ISBN 3-927332-01-1
- Freilichtmuseen in Irland. Von der Vorgeschichte bis zur Gegenwart – 3500 Jahre ländliche Bauten. In: Freundeskreis-Blätter des Oberbayerischen Freilichtmuseums an der Glentleiten, Weilheim 1984
- Gruß von der Bahnfahrt. Ein Beitrag zur Kulturgeschichte der Bahnreise auf Ansichtskarten und Werbemarken. Nürnberg 1985, ISBN 3-927332-02-X
- Ringfort und Souterrain im irischen Freilichtmuseum Craggaunowen bei Limerick. In: Der Erdstall, Heft 11, Roding 1985
- Gruß von der Luftfahrt. Ein Beitrag zur Kulturgeschichte der Luftfahrt auf Ansichtskarten und Werbemarken. Nürnberg 1986, ISBN 3-927332-03-8
- Professor Dr. Hermann Scherzer zum 60. Geburtstag. In: Franken unter einem Dach. Schriftenreihe des Vereins Fränkisches Freilandmuseum, Heft 9, Bad Windsheim 1986
- Warum die Buchstaben der Schreibmaschinentastaturen an der falschen Stelle stehen. Eine Kurzgeschichte der alphabetischen Tastatur. Auerbach/Obb. 1986
- Gruß von der Seefahrt. Ein Beitrag zur Kulturgeschichte der Seefahrt auf Ansichtskarten und Werbemarken. Nürnberg 1987, ISBN 3-927332-04-6
- Gruß aus der Bürowelt. Ein Beitrag zur Kulturgeschichte des Büros auf Ansichtskarten und Werbemarken. Nürnberg 1988, ISBN 3-927332-05-4.
- Eine Dampfmaschine im Museumsdepot. In: Franken unter einem Dach. Schriftenreihe des Vereins Fränkisches Freilandmuseum, Heft 11, Bad Windsheim 1988
- Gruß von der Wohntechnik. Ein Beitrag zur Kulturgeschichte des Wohnens auf Ansichtskarten und Werbemarken. Nürnberg 1989, ISBN 3-927332-06-2.
- Bäuerliches Leben auf alten Ansichtskarten. Ausstellungskatalog des Oberbayerischen Freilichtmuseums an der Glentleiten, Großweil bei Murnau 1989.
- "Das fliegende Haus" von Pfarrkirchen im Mühlviertel. In: Oberösterreichische Heimatblätter. Jg. 44 (1990)
- Der Dreiradler im Mühlviertel. In: Oberösterreichische Heimatblätter. Jg. 45 (1991), Heft 3
- "... sich selbst einen Strick drehen". Winterliche Stuben-Seilerei mit Schnürlwagen und Gehwagen. Sonderdruck der Oberösterreichischen Heimatblätter 44 (1991), Heft 1.
- Papierfabrik Obermühl. Industriekultur im Mühlviertel. Unternehmensgeschichte, Technik, Menschen. In: Oberösterreichische Heimatblätter. (1992), Heft 1
- Stoewer – Automobile aus Pommern. Schwabach 1992, ISBN 3-927332-10-0
- Sagenhaftes Pfarrkirchen. Alte Sagen und neue Geschichten aus dem oberen Mühlviertel. Schwabach 1993, ISBN 3-927332-14-3.
- Fahren und wandern zu den Sagen von Stettin bis Usedom-Wollin. Ein Reise- und Lesebuch gefüllt mit 383 Sagen und sagenhaften Geschichten, mit 111 Abbildungen, 20 Landkarten und Stadtplänen, erschlossen durch Verzeichnisse der Sagenmotive, Orte, Namen, Berufe, Stände, Quellen sowie Ortsnamen deutsch-polnisch und polnisch-deutsch. Schwabach 1993, ISBN 3-927332-13-5
- Meisterbücher aus der Zunftlade der Schuhmacher. Ein Beitrag zur Handwerksgeschichte des 19. Jahrhunderts im Mühlviertel. In: Oberösterreichische Heimatblätter. Heft 3 (1994)
- Als Urheber jeglichen Unfugs stand immer ich fest. Sextaner in der Bismarck-Oberrealschule Stettin. In: Pommersche Zeitung 35 (1995), S. 16
- Sebaldus. Der Mann, der Nürnberg war. Oder: Wie die Nürnberg sich ihren Stadtheiligen selber machten, ihn sehr liebten und fast völlig vergaßen. Eine Kulturgeschichte um den Volksheiligen und Ratsbüttel, Viehbeschützer und Ehestifter. Verlag Koberger & Kompany, Nürnberg 1996
- Pommernmissionar Otto von Bamberg oder wie widerwillig die Stettiner christlich wurden. In: Stettiner Bürgerbrief 24 (1998)
- Bio-Kindheit mit Milch und Müsli im Stettin der 1920er Jahre. In: Pommersche Zeitung 3 (1999), S. 12
- Gemeinsam mit Karin Falkenberg: Der "Waffenschmied" in Suhl. Das einzige Japan-Restaurant der DDR. Würzburg 2000, ISBN 3-927332-18-6
- Gemeinsam mit Karin Falkenberg: Südthüringer erzählen aus ihrem Leben zwischen 1919 und 1999. Würzburg 2000, ISBN 3-927332-15-1
- Minus 20 Grad. Künstliche Kälte im Mühlviertel. Dokumentation einer Gemeinschaftskühlanlage in Pfarrkirchen von 1958 bis 2001. Würzburg 2001, ISBN 3-927332-22-4
- Ein Haus zieht um. Der Troadkasten von Schlag. Eine Dokumentation. Pfarrkirchen im Mühlviertel 2004, ISBN 3-927332-23-2
- Ein Küßchen in Ehren. Jugendjahre in Stettin und ein Foto im Papierkorb. In: Pommersche Zeitung 5 (2004), S. 4
- Die schöne Kathi. Ein schaurig-erotischer Roman aus dem Mühlviertel des 19. Jahrhunderts. Nürnberg 2005, ISBN 3-927332-28-3
- Zum Baden wegtreten! In: Pommersche Zeitung 44 (2005), S. 10
- Man müsste Klavier spielen können... dann wäre man vielleicht nicht als Luftwaffenhelfer eingezogen worden. In: Pommersche Zeitung 41 (2007), S. 10